# Rasova (okręg Konstanca)
Rasova – wieś w Rumunii, w okręgu Konstanca, w gminie Rasova. W 2011 roku liczyła 2558 mieszkańców.